# SMTPS
| Anwendung  | SMTP            | SMTP            | SMTP            | SMTP            | SMTP            |
| Transport  | SSL/TLS         | SSL/TLS         | SSL/TLS         | SSL/TLS         | SSL/TLS         |
| Transport  | TCP             |                 |                 |                 |                 |
| Internet   | IP (IPv4, IPv6) | IP (IPv4, IPv6) | IP (IPv4, IPv6) | IP (IPv4, IPv6) | IP (IPv4, IPv6) |
| Netzzugang | Ethernet        | Token Bus       | Token Ring      | FDDI            | …               |

SMTPS (Simple Mail Transfer Protocol Secure) bezeichnet ein Verfahren zur Absicherung der Kommunikation beim E-Mail-Transport via SMTP über SSL/TLS und ermöglicht dadurch Authentifizierung der Kommunikationspartner auf Transportebene sowie Integrität und Vertraulichkeit der übertragenen Nachrichten. Eine Ende-zu-Ende-Sicherheit wird dadurch allerdings nicht erreicht, da alle Mailserver und Mailrelays die E-Mail im Klartext verarbeiten (müssen). Eine Sicherheit der E-Mail auf Anwendungsebene ist durch SMTPS nicht erreichbar.
SMTPS ist kein eigenes Protokoll und auch keine Erweiterung von SMTP, da es vollkommen transparent und unabhängig von diesem auf der Transportschicht arbeitet.
Das bedeutet, dass die Verbindung, über die SMTP abgewickelt wird, softwaremäßig mit den Verfahren TLS abgesichert wird. Dies geschieht direkt beim Verbindungsaufbau, noch bevor irgendwelche Maildaten ausgetauscht werden. Da also die Verwendung der Sicherungsschicht nicht verhandelt wird, sind SMTPS-Dienste in der Regel auf einem eigenen TCP-Port erreichbar.
Ursprünglich hatte die Internet Assigned Numbers Authority Anfang 1997 den Port 465 für SMTPS registriert. Ende 1998 wurde dies (vorübergehend) widerrufen, als STARTTLS spezifiziert wurde. Mit STARTTLS kann derselbe Port ohne TLS und mit TLS genutzt werden. Für SMTP wurde das als besonders wichtig erachtet, weil Clients über dieses Protokoll auch fremde Server ansprechen, von denen sie nicht wissen können, ob sie einen separaten Port für TLS bieten. Im Jahr 2001 wurde Port 465 für URL Rendezvous vergeben, das zu Source Specific Multicast für Audio und Video gehört. Im Jahr 2018 änderte sich die Empfehlung abermals. RFC 8314 empfiehlt seitdem SMTPS mit implizitem TLS auf Port 465 gegenüber STARTTLS und gänzlich unverschlüsseltem SMTP zu bevorzugen.